# Genesis Advanced Technologies
Genesis Advanced Technologies è una ditta statunitense del settore Hi-Fi specializzata nella costruzione di diffusori acustici.
Fondata nel 1991 da Arnie Nudell Genesis Technologies si è rapidamente affermata come una delle principali case produttrici di componentistica e, soprattutto, diffusori in fascia hi-end.